# Prospalta cinnamomea
Prospalta cinnamomea är en fjärilsart som beskrevs av Walter Karl Johann Roepke 1938. Prospalta cinnamomea ingår i släktet Prospalta och familjen nattflyn. Inga underarter finns listade i Catalogue of Life.